# Knarrholmen
Knarrholmen é uma ilha da província histórica da Bohuslän, situada no arquipélago do Sul de Gotemburgo, no estreito de Categate. 
Tem cerca de 1 km de comprimento.
Esta pequena ilha foi inicialmente doada em 1940 aos operários dos estaleiros da Götaverken. No final da década de 1990, foi adquirida pelo Sindicato dos Metalúrgicos de Gotemburgo - Industrifacket Metall - Göteborg e pelo Sindicato dos Empregados de Comércio - Secção 36 - Handelsanställdas Förbund - avdelning 36. 
Em 2014 foi vendida a uma empresa de construção civil.